# Delfines de Los Cabos
Delfines de Los Cabos FC war ein mexikanischer Fußballverein aus dem Municipio Los Cabos, Baja California Sur, der seine Heimspiele zunächst in San José del Cabo und später in Cabo San Lucas bestritt. Er war der erste Verein, der den Profifußball in den Bundesstaat Baja California Sur und somit auch in den letzten mexikanischen Bundesstaat brachte (siehe hierzu auch: Fußball in Mexiko).

## Geschichte

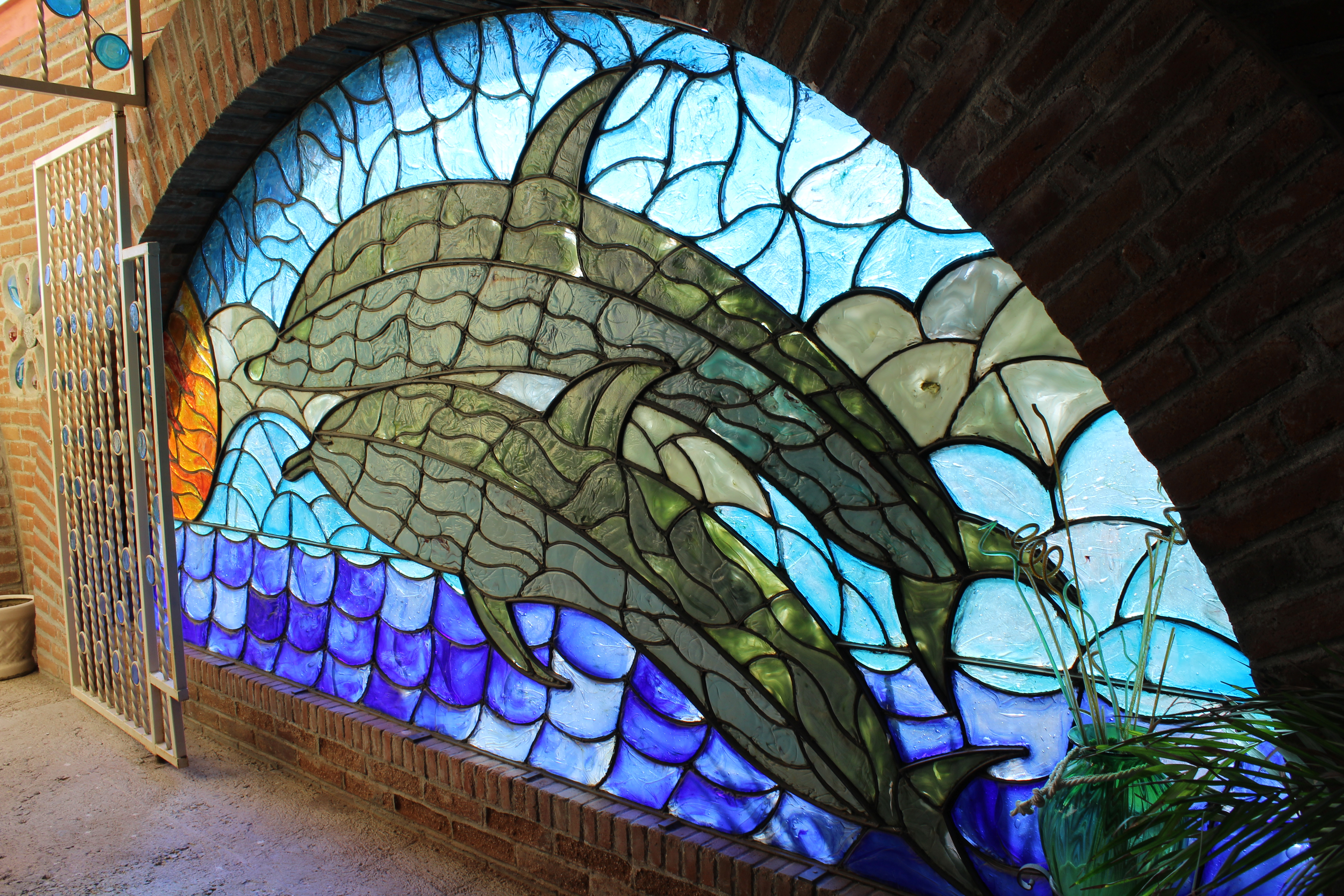
Delfine sind in Cabo San Lucas allgegenwärtig (Foto aus einer örtlichen Glasfabrik)

Der 2007 gegründete Verein übernahm vor der Saison 2007/08 das Franchise des Delfines Jalisco FC aus Zapopan, Jalisco, und erwarb damit dessen bisherigen Platz in der drittklassigen Segunda División.
Zunächst bestritt der Verein seine Heimspiele in der nur rund 500 Zuschauer fassenden Sportanlage Unidad Deportiva San José 78 in San José del Cabo. Da hier nicht nur gespielt, sondern auch trainiert wurde, war der Naturrasen übermäßig belastet und glich bald einem Acker. Um der Doppelbelastung durch Training und Spiel gewachsen zu sein, bezog der Verein schon bald ein neues Domizil im benachbarten Cabo San Lucas. Die dortige Sportstätte Unidad Deportiva »Don Koll« verfügte nicht nur über einen belastungsfähigen Kunstrasen, sondern konnte darüber hinaus rund 2500 Besucher aufnehmen. Ohne bestehende Strukturen musste der Verein zu Beginn seines Profidaseins einige Spieler aus anderen Regionen des Landes verpflichten, um in der Liga mithalten zu können. Er verfolgte in seiner Anfangszeit aber das öffentlich kommunizierte Ziel, schon bald eine Mannschaft formen zu können, die hauptsächlich aus jungen Talenten bestehen sollte, die in Baja California Sur geboren wurden und aus dem eigenen Nachwuchs hervorgingen. Dieses ehrgeizige Ziel konnte der Verein in seiner kurzen Daseinsphase jedoch nicht erreichen. 
Nachdem die Mannschaft bei ihren ersten 5 Turnierteilnahmen in den Spielzeiten 2007/08 und 2008/09 sowie der Vorrunde der Saison 2009/10 stets die Qualifikation für die Liguillas verpasst hatte, erreichte sie die Meisterschaftsendrunde erstmals in der Clausura (Bicentenario) 2010, der Rückrunde der Saison 2009/10. Nachdem die Delfines sich im Achtelfinale gegen den Altamira FC durchsetzen konnten, scheiterten sie im Viertelfinale gegen den späteren Turniersieger Universidad del Fútbol y Ciencias del Deporte, der beide Turniere der Saison 2009/10 gewonnen hatte und somit aufstiegsberechtigt zur Liga de Ascenso gewesen wäre, den Aufstieg als Filialteam des CF Pachuca aber nicht wahrnehmen durfte.
Ein Jahr später erreichten die Delfines in der Clausura (Revolución) 2011, der Rückrunde der Saison 2010/11, noch einmal die Liguillas, in denen sie diesmal gleich im Achtelfinale gegen die Loros de la Universidad de Colima scheiterten. Am Ende derselben Spielzeit zog der Verein seine Mannschaft aus dem bezahlten Fußball zurück.